# 珀魯 (密蘇里州)
珀魯（英語：Peru）是位於美國密蘇里州貝茨縣的鬼鎮。

## 歷史
珀魯的郵局於1892年設立，其後於1901年停運。

## 地理
珀魯所處的海拔為高於海平面254米（即833英呎），而該地所採用的時區為UTC-6，即北美中部時區（CST）。同時該地設有夏令時間，為UTC-6調快一小時，即UTC-5（CDT）。